# Fernando García Puchades
Fernando García Puchades, meglio noto come Nando (Valencia, 13 luglio 1994), è un calciatore spagnolo, centrocampista dell'Águilas.

## Caratteristiche tecniche
È un esterno destro.

## Carriera
Cresciuto nel settore giovanile del Valencia, esordisce con la squadra riserve il 31 agosto 2014 nell'incontro di Segunda División B vinto 1-0 contro l'Eldense.

## Statistiche

### Presenze e reti nei club
Statistiche aggiornate al 22 aprile 2017.
| Stagione        | Squadra           | Campionato      | Campionato | Campionato | Coppe nazionali | Coppe nazionali | Coppe nazionali | Coppe continentali | Coppe continentali | Coppe continentali | Altre coppe | Altre coppe | Altre coppe | Totale | Totale | Totale |
| Stagione        | Squadra           | Comp            | Pres       | Reti       | Comp            | Pres            | Reti            | Comp               | Pres               | Reti               | Comp        | Pres        | Reti        | Pres   | Reti   |        |
| --------------- | ----------------- | --------------- | ---------- | ---------- | --------------- | --------------- | --------------- | ------------------ | ------------------ | ------------------ | ----------- | ----------- | ----------- | ------ | ------ | ------ |
| 2013-2014       | Ribarroja         | TD              | 33         | 3          | CR              | 0               | 0               |                    | -                  | -                  | -           | -           | -           | 33     | 3      |        |
| 2014-2015       | Valencia Mestalla | SB              | 34         | 2          | CR              | 0               | 0               |                    | -                  | -                  | -           | -           | -           | 34     | 2      |        |
| 2015-2016       | Córdoba           | SD              | 37         | 1          | CR              | 0               | 0               |                    | -                  | -                  | -           | -           | -           | 37     | 1      |        |
| 2016-2017       | Real Oviedo       | SD              | 32         | 2          | CR              | 0               | 0               | -                  | -                  | -                  | -           | -           | -           | 32     | 2      |        |
| Totale carriera | Totale carriera   | Totale carriera | 136        | 8          |                 | 0               | 0               |                    | -                  | -                  |             | -           | -           | 136    | 8      |        |